# AKB49～戀愛禁止條例角色列表
AKB49～戀愛禁止條例～角色列表展示日本漫畫《AKB49～戀愛禁止條例～》各個角色。

## 漫畫登場的原創人物

### 主要角色
浦山實（うらやま みのる）【變裝前】
浦川實乃梨（うらかわ みのり）【變裝後】
本作的男主角。生日1994年12月23日。身高167cm。琦玉县出身，單親家庭。
原AKB48第12期研究生，現任AKB48 TeamA及全國兼任，在研究生時期和吉永寛子以及岡部愛三人組成『GEKOKU嬢』的成員。最初與母親和妹妹同居，後來因母親突然留下信條後搬家，母親表示新家沒有實的房間。後來被吉永知道並獲得協助下與吉永和水野兩人為室友一起過著寄宿的生活。
原本因手臂受傷無法復原放棄喜愛的棒球而對周遭的事物充滿消極態度，後來因找書時在得到吉永的幫助還對他展現微笑鼓勵讓他開始在意吉永，起初對AKB48並沒有任何興趣，覺得她們並不有趣甚至很醜，因此被其他AKB48男同學歌迷激烈的反駁。在男同學對話中誤以為暗戀的同班女同學吉永寛子週末要去約會，因而跟蹤她到AKB48演唱會場地。得知是誤會並不是跟男生約會且無意中也撿到以為是AKB的門票其實是工作人員的通行証，在工作人員的指示下進入演唱會後台經歷許多波折並被AKB的成員誤會為變態後好不容易到達演唱會現場，被AKB演唱會場面和AKB成員在舞台上的演出表現感動而改觀。
之後與吉永寛子碰面以及吉永對他訴說得知吉永寛子要參加AKB研究生的選拔後，為了暗中幫助吉永寛子，加上常被人誤以為有女孩子的樣貌和身材決定穿著女裝化妝成女孩子並改名叫浦川實乃梨參加AKB48的第12期研究生選拔，原本只是要幫助吉永寛子獲選而行動，但卻因吉永寛子在徵選上被前田敦子羞辱而憤怒，換他面試時當眾挑寡前田敦子卻被吉永寛子阻止並大聲說出她的心聲，最後浦山實對在場的秋元康說出他的想法，得到秋元康的關注和賞識，在公布得知吉永寛子入選後原本要安心地離去，卻被秋元康推薦讓原本落選他意外地成為AKB48的12期的研究生。開啟了在AKB48這個團體的演藝生涯。
- 研究生公演篇

進入AKB研究生團體後，向吉永打招呼卻被吉永因之前向前田敦子的挑釁而遭受冷淡的回應，在劇場觀摩TeamA公演前尋找還沒出來的前田敦子，後來在淋浴間找到前田敦子並發現其狀態不好且發高燒而要阻止其上台時卻被前田敦子對劇場公演的信念和執著而感動，轉而給她鼓勵並宣示挑戰她的宣言讓後來到場的吉永對實乃梨有所改觀，前田敦子也在這次TeamA公演順利完美演出。
在練習AKB研究生的舞蹈而精疲力竭在廁所休息時聽到AKB11期研究生的核心人物岡部愛和其他成員的討論中看不起她們這期研究生的言論，轉而化為力量並鼓勵其他同期成員，練舞練到最後獲得到場巡視的秋元康的肯定。
在錄製AKB研究生公演的歌曲卻因為本身是男生很難飆高音遇到瓶頸，在最困惑的時候聽到高橋南的演唱實力並向她請教，在錄製當天被岡部愛暗算用立可帶塗掉歌詞，危急之際回想起高橋給他對歌唱的信念而用自己的感情故意唱錯歌，當製作人員要重錄時被到場的秋元康獲得肯定並改成他所錯唱的歌詞，而逃過無法上台的命運，也因為他的熱情和勇氣被秋元康破天荒地提拔第一次入選公演就獲選為AKB研究生的center。
在AKB研究生公演練習覺得自己無法做好center這個角色而認為只會成為大家的累贅想離開AKB，但在前田敦子、大島優子和篠田麻里子個別的慰問和鼓勵後，為了吉永公演成功，決定重返AKB舞台。
公演當天，看似一切順利進行當中卻因岡部愛對實乃梨搶走她的一切的怨恨進而做出預料之外的動作導致兩人都身負重傷，岌岌可危的公演要被迫中止時浦山出言阻止並要求繼續，重新臨時整理好傷勢並聽到岡部愛的心聲反而鼓勵她要她一起讓這次的公演成功，重新上陣後更賣力的演出讓台下的觀眾驚呼而感動，第一次公演順利圓滿落幕，實乃梨也漸漸成為研究生的核心人物和精神領袖。
- 一萬元門票公演篇

在第一次公演結束之後經過一段時間，在一次觀摩TeamA的公演上秋元康提出了研究生公演要一萬元並滿座這幾近不可能的任務，如果沒有達成研究生就必須解散，在研究生心生不滿之際唯獨實乃梨跳出來獨排眾議接受挑戰。只可惜任務開始後第一場只有六個觀眾來觀賞創下自AKB公演演出以來新低紀錄，並無法在研究生公演上有所突破。困惑之際被選為大島優子的代打而到TeamK去見習，看見TeamK是以吵架方式培養感情，在TeamK公演當天才發現自己無法趕上TeamK成員節奏並且研究生實力受到歌迷們質疑一萬元公演的價值而感到氣餒，還好岡部愛臨時趕來救援才挽回之前的頹勢，隨之而來質疑聲浪也跟著消失並且暗中聽到歌迷們對他努力的態度給他正面評價而感到欣慰，回去以後把TeamK風格帶進研究生團隊裡面找出錯誤檢討並重新出發。
在第一次參加AKB的握手會，才發現研究生與AKB選拔成員人氣實力的差距，並看到吉永遭歌迷冷落而受挫於是換回男裝給予他正面的鼓勵，並在最後回到工作崗位上給研究生團隊鼓勵並且以小技巧的方式祝福到場參加握手會的AKB歌迷。
之後秋元康X DAY公演當天要達成他所設定的任務，在挑戰任務同時認識劇場裡負責現場人櫻小姐，看著她默默努力整理劇場深受感動主動上前幫忙，得知櫻小姐她是從初期AKB公演現場只有七人開始到現在的元老，所以向她請教如何達成任務的技巧，只可惜這方面認櫻小姐無法提供任何建議。後來再一次公演當中因想讓觀眾繼續成長而心急的岡部愛自以為動作導致舞台上升降機故障讓後面公演無法繼續演出，甚至慢慢帶出氣勢的研究生團隊從此一洩千里，在櫻小姐宣示會努力修理舞台的同時實乃梨相信櫻小姐能完成任務在舞台上賣力搞笑演出拖延時間，境而讓其他成員也一起加入演出，在櫻小姐修理好舞台後從背後看到實乃梨背後樣子宛如以前AKB48剛起步氣勢正低迷以前個個方面都表現很差卻還是默默地練習，帶給大家帶正面的力量繼續往前走下去才有今天這樣的成果，如今成為AKB48團隊的總長高橋南。
在X DAY公演當天，吉永為了增加公演的觀眾而在票門口宣傳，實乃梨和其他研究生成員也幫忙宣傳，在公演前吉永身體狀況不適而在爬樓梯時跌落受傷進入了醫院，讓一直以來以吉永為心靈支柱的實乃梨大受打擊，不顧大家反對離開了劇場去醫院探望吉永，正當劇場負責人戶賀崎智信準備宣布終止公演時被其他研究生阻擋並做出如果實乃梨如果沒回來就做出全員解散宣言，並且在這時AKB48選拔成員們前來支持研究生晚輩們得知消息後自願做為研究生公演暖場，最後前田敦子對話中導出事實後讓在場所有人大聲呼喊「實乃梨!」，在水野春子打電話給實乃梨開擴音給她聽見在場所有人的心聲，同時也看見當時跟吉永寬子去神社祈求護身符上面寫著要和她一起進入選拔成員而找回自信和鬥志，跑回劇場令X DAY公演開始。
公演結束後公布結果，總共賣出249張只差一張飲恨，正要接受事實時秋元康及時到場並且翻出吉永大堆的筆記，讓秋元康認同研究生成員努力的成果，決定買下最後一張一萬元門票，順利達成任務，也為實乃梨在AKB留下傳奇的一頁，也因她憑一己之力讓全隊上下發光發熱所散發出來的氣質另AKB三團核心人物TeamA高橋南、TeamK大島優子和TeamB渡邊麻友找她約會並邀請她入組，成為未來各組center以及隊長的目標，在爭取搶奪實乃梨入組時（拿取研究生的照片來爭取為自己的組員）被秋元康出面阻止表示實乃梨由他來決定要她入哪一組。
- GEKOKU嬢篇

在第三屆總選舉排名中先感受到選舉的激烈而興奮，轉而向在旁的秋元康提出下克上的想法打動秋元康的熱情並得知她拿下總選舉第42名成績，看到實乃梨的未來性開始熬夜為她寫歌讓實乃梨、寬子和岡部愛組成研究生三人團體『GEKOKU嬢』。當『GEKOKU嬢』團成立消息很快就傳進整個AKB圈子裡，起初招到同期研究生的忌妒，但在好友水野春子跟前田敦子暗中聯手探視她們三人對這次的組團的態度，讓在暗中看著她們三人態度的研究生也漸漸了解並轉為支持她們。
而她們抵達她們團體所負責的經紀公司，才知道他們所屬的經紀公司不只是一家小公司，而且還被稱為「藝人火葬場」，在這裡所屬藝人最好的成績唱片銷售才三千張，在她們三人與經紀公司工作人員痕溝時，實乃梨跳出來帶動氣氛化解尷尬場面。而後她們所屬的經紀人喜島太一很快地位他們找到工作，沒想到她們第一份工作竟然是到工地去工作，而在工作之餘受到工地的工作人員看不起認為都是溫室裡的小公主，雙方之間產生摩擦之際喜島經紀人出面制止並為他們抱不平，工作結束後喜島經紀人告訴她們到工地工作的用意，並且在等待製作CD期間都要在工地工作，後來她們出道以後因在工地工作鍛鍊出來的體力發揮出驚人的效用。
CD製作出來試聽之後因喜島經紀人反對並拿出一手網路音樂Mrretire作曲人他的音樂僅僅一週就超過五十萬人次點閱紀錄，在所有人聽完感到震撼後決定採用，而到現場才知道他只不過是位中學生並且是家裡蹲，因以前的遭遇對外物不感興趣，躲在自己房間與初音未來音樂軟體為伴製作音樂。但實乃梨不氣餒他房間找到線索並在他生日當天給他一場特別的生日禮物，就此打動Mrretire並願意幫她們寫歌。
拿到歌詞後開始錄專輯並知道岡部愛無法讓感情融入歌裡，所以秋元康宣布『GEKOKU嬢』的戀愛禁止條例被臨時解禁後，以男性身份被岡部作為戀愛對象。
- 其他資料

第48話的第三次總選舉第42名。
第67話前田敦子約自己看電影、食大餐、望海和去唱片店，旨在說明1600元的用處。其後令自己回去練習。
第94話前田敦子在&Jewel的演唱會中幫助過呼吸的差點暴露身分的自己，並請前田幫手隱瞞自己的身分。前田也是第一位看過自己裸體的人。
第99話跟吉永和岡部升格成為AKB48成員。
第100話向秋元康透露自己的夢想是讓吉永成為AKB48的center。秋元其後向他開條件以協助其達成夢想。
第105話中第四次總選舉第21名，第五次總選舉速報第11位、正式第9位。
吉永寛子（よしなが ひろこ）
AKB48第12期研究生及『GEKOKU嬢』成員。1994年5月19日出生。身長155cm。浦山實暗戀的同班女同學。在高中為圖書委員。
本身為AKB48的忠實歌迷，最支持的成員是前田敦子，當聽到有人說前田壞話時會發怒。缺乏運動細胞，排舞時經常不能做出指定動作，甚至令自己受傷。但卻是個努力家，經常於練習後和浦川一起留下繼續練習。曾經多次扮鬼臉，但卻做出可愛的表情。
作品一開始為長髮，為了參加AKB48而把頭髮剪成類似前田敦子的中長髮。
第1話在看AKB48的演場會時向浦山實透露自己會參加AKB的選拔，亦因而令浦山實以女裝參加。本人曾經參加過選拔，但卻落選。面試時被前田敦子批評歌聲音量太細，浦山實因而批評前田敦子，但本人卻仍為她說好說話。
第31話X DAY公演前由於自己跌傷入了醫院，浦川離開了劇場見其。後來沒有參加X DAY公演。
第45話其父親帶走了其離開劇場；第46話戶賀崎智信跟其父親談話後，只是叫其保重身體，並不讓其回家，加上第49話浦川的父母突然留下信後搬家，母親表示新家沒有實的房間，現在與浦川，水野一起過著寄宿的生活。
第53話再一次把頭髮剪短，其後都以側面馬尾出場。第56話跟浦川和岡部成為『GEKOKU嬢』成員。 第78話在猜謎淘汰賽『APPARE』中帶領『GEKOKU嬢』勝利。
第82話中自己跟其父的大頭照曝光，引起網民討論並誤以為其是婊子。一度影響其出道單曲「放學後☆下剜上」的銷量。後來事件亦慢慢淡化。
第99話跟浦川和岡部升格成為AKB48成員。第104話中第四次總選舉第49名，第五次總選舉速報第14位、正式第8位，成為Future Girls的中央。
對打從出道一開始就在twitter上面就不斷支持她的くろかみ有戀愛的好感，彷彿他無時無刻都知道自己發生甚麼事情，並不斷鼓勵自己（直到故事後期才知道這人便是浦川實）
岡部愛 （おかべ あい）
AKB48第11期研究生及『GEKOKU嬢』成員。東京人。雖然擁有一百分的技術，但缺少一百分的心，以自我為中心，親切的外表都是偽裝出來的，很有心計，跟主角關係既是對手，又是互相支持的隊友。浦川實乃梨加入AKB前為AKB研究生的中央。
第56話跟浦川和吉永成為『GEKOKU嬢』成員。
第61話發現自己唱歌時總是缺少了些甚麼，其後秋元康宣布『GEKOKU嬢』的戀愛禁止條例被臨時解禁後，以浦山作為戀愛對象。在輕井澤Jr. Dance School認識MAYA並被其討厭。在第97話與和MAYA和好如初。第99話跟浦川和吉永升格成為AKB48成員。
第48話的第三次總選舉第41名，第104話中第四次總選舉第32名，在第五次總選舉速報第3位。在第五次總選舉正式選拔前4天突然宣布畢業，畢業後在美國從事演藝工作。
是世界級女明星阿弗洛迪忒的親生女兒，她從事演藝的工作包括加入AKB都是為了向從小就對她不聞不問的母親復仇。實際上很愛母親，從小就希望成為與母親一樣的明星，但最後母女倆在實的幫助下成功解開心結。
水野春子 （みずの はるこ）
AKB48第12期研究生，Team 4，『AKB48第4屆選拔總選舉』64位，『AKB48第5屆選拔總選舉』速報52位→最終44位。
福岡縣出身，也是與寬子合宿的舍友。與實乃梨、寬子同期的研究生，與實乃梨、寬子關係友善。
第104話中第四次總選舉第64名。
有栖莉空 （ありす りあ）
1998年3月20日出生，AKB48第14期研究生，國內全兼任→活動辭退(195話)。『AKB48第5屆選拔總選舉』速報29位。第114話登場並對實乃梨告白，以「前輩」敬稱實乃梨，第二位看過主角男生裸體的人。
在實乃梨與寬子升格正式成員初次參加演出時登場，被稱為年僅14歲(初中二年級)有望成為次世代新星的超級研究生，舞技較同期研究生出色。
原本是「LARGE HEAD」旗下童星藝人，父親是演藝界的有力人士，因為看了實乃梨在&J主場的出色歌舞表演，產生戀慕般的憧憬，參加了AKB選拔會成為研究生，多次接近實乃梨做親暱舉動。平時興趣看漫畫與收集喜歡的公仔，自稱只對二次元人物有興趣。
120話發現實乃梨其實是男兒身，但沒有公開實乃梨是男兒身的打算，反而藉機誘惑實乃梨與她違反條例，實乃梨表明心裡只有寬子而暫時作罷。
190話、191話之後透露自己因為罹患失聰症，右耳完全失去聽力、左耳戴助聽器，靠機靈反應讓旁人沒有察覺她失聰的症狀，原本要放棄演藝夢想，但因為看到實乃梨的熱舞表演讓她重拾希望，在父母以她的健康狀態做為反對理由之後，還是參加AKB48新生選拔成為研究生。
曾經基於嫉妒情感私下視寬子為情敵，但是見識到寬子的氣度和堅毅態度後，不再這麼想，視為如好友般關係友善。為了幫寬子擋下『寶春週刊』將要報導寬子的緋聞損害演藝形象，犧牲自己向『寶春週刊』的負責人交涉以損害自己演藝形象所製造的假新聞做為交涉條件，事後實乃梨與寬子及AKB主要成員得知報導內幕後，為她舉辦生日會做為「畢業」做為謝禮，並且與父母前往美國治療失聰症。
第25卷，實乃梨與寬子兩人前往夏威夷找她時，健康狀態已小有好轉，如往常般有活力。

### 其他AKB48研究生
田子千明 （たご ちあき）
AKB48第12期研究生。
前園莉歌 （まえぞの りか）
AKB48第12期研究生。
前園千絵 （まえぞの ちえ）
AKB48第12期研究生。
深海由美 （ふかみ ゆみ）
AKB48第12期研究生。

### 『AKB48』工作人員和相關者
櫻 ()
『AKB48劇場』的現場工作人員。
都築遥佳 (つづき　はるか)

兼岩 ()

#### QUEEN RECORDS
『GEKOKU嬢』的唱片公司，是一間虛構的公司，以地下三樓為據點的弱小事務所。
妃忠祖 (きさき ただもと)
Queen Records的創辨人。目前為會長。平時為清潔工。
妃忠男 (きさき ただお)
Queen Records的社長。
喜嶋太一 (きじま たいち)
Queen Records的員工。專門負責『GEKOKU嬢』。
憂名稲子 (うれな いなこ)
所屬『QUEEN RECORDS』的演歌歌手，CD銷售量3000張為QUEEN RECORDS的首位銷售額，沒有跟GEKOKU嬢有過交集，多次在喜嶋的回想中登場。

### &Jewel
一支財大氣粗的虛構偶像團體。第70話起出現。Large Head RECORDS為其唱片公司。其宣傳費用為40億。跟『GEKOKU嬢』同日(2011年11月1日)出道，並與之存在競爭對手關係。
MAYA (まや)
&Jewel最著名的成員。非常自大。5兄妹的長女。長野縣出身。
第73話對於GEKOKU嬢不停練習表示她們十分愚笨。第96話透露原名為鈴木暢子(すずき のぶこ)。同話透露在就讀輕井澤Jr. Dance School一年後認識岡部愛並討厭之。就讀輕井澤Jr. Dance School的第三年其母親病逝。Large Head RECORDS人員强行令選拔合格。第97話與岡部和好如初。
KYOKA (きょーか)
&Jewel成員。原名不明。
SERI (せり)
&Jewel成員。原名不明。

#### Large Head Records
一支財大氣粗的虛構唱片公司。第70話起出現。
城崎 
『&Jewel』所屬事務所社長。表示要以40億摧毀AKB。因為浦川實的表現，讓他摧毀AKB的計劃受挫，失去社長職位。
呉野 ()
『&Jewel』的經理人。

### 家人和親族

#### 浦山家
浦山家為單親家庭，由母親、妹妹和浦山實組成。浦山實和其妹妹浦山雅希以外母親的名字不明。
浦山雅希（うらやま まさき）
浦山實的妹妹，第7話登場，之後於第221話再次出場。1997年10月9日生。血型A。身長158cm。
實的母親
第49話在電話中聲音登場。

#### 吉永家
吉永的父母名字不明。
寛子的父親
一直不滿其女兒參與AKB的活動。第45話帶走了吉永寛子離開劇場；第46話跟戶賀崎智信談話後，只是叫吉永保重身體，並不讓吉永回家。第112話親自前往學校拜託校長別逼吉永參加高考。

#### 鈴木家
鈴木家由暢子（MAYA）、2弟和2妹的家族構成。父親在暢子10歳時離家出走。母親其後病逝。除長弟（裕介）細妹（ふみ）以外名字不明。MAYA以外全都是在MAYA的回想中登場。
MAYA（鈴木暢子）的母親
體弱多病。因此把家務交給暢子做。
鈴木裕介 （すずき ゆうすけ）
暢子的長弟。
鈴木ふみ （すずき ふみ）
暢子的細妹。

### 其他
荒川晴人 (あらかわ　はると)
持有絕對音高的中学生。
阿弗洛狄忒 ‧ 岡部 蘭 (ミス・アフロディーテ) ‧ ()
世界級女明星，岡部愛的母親，在愛小的時候便對她不聞不問，實際上是因為她知道，女兒若要成功就不可以活在自己的光下，所以希望她可以自己站上舞台。
每過一周，她便會用匿名的方式寄給愛與自己同名的蝴蝶蘭，代表對她的執念，在AKB的五年來不曾間斷，深愛著自己的女兒。
在浦川實身上看到可能性，與AKB48製作人秋原康協議後，在實AKB退役的前一年帶走了實，讓她到美國發展，成為眾人所知的明星。
為了報答實幫助她和愛解開心結，在實的真身照片即將被雜誌社曝光前，向雜誌社施壓，任何有關實的一切報導不可以再出現任何一字並撂下狠話「浦川實乃梨豈是你們這些小角色可以接近的人。」

#### 音羽高校
浦山實和吉永寛子就讀高等學校。奥平學以外名字不明。
奥平老師 （おくだいら まなぶ）
音羽高校老師，科目是古文。全名為奥平學。浦川實乃梨的歌迷。第23話時因為他派發門票，令浦川的誕生祭有不少人到場欣賞，但本人卻沒錢再購票入場，研究生們於是在街頭表演以答謝他。第30話的X DAY公演，奧平亦再次派發門票支持浦川。
到實的畢業演唱會時，聽到浦川實乃梨向在場250名粉絲表明真相時並沒有動搖，他相信浦川實的靈魂不在於他的性別並用熱情說服了所有觀眾，而到最後，在場的250名粉絲都沒有向外透漏實的性別。

## 本作登場的實際人物

### AKB48成員
- 高橋南
- 小嶋陽菜
- 渡邊麻友
- 大島優子
- 板野友美
- 篠田麻里子
- 前田敦子
- 秋元才加
- 宮澤佐江
- 峯岸南
- 柏木由紀
- 指原莉乃
- 北原里英
- 高城亞樹
- 大家志津香
- 多田愛佳
- 仲川遙香
- 鈴木瑪莉亞
- 倉持明日香

### SKE48成員
- 松井珠理奈
- 松井玲奈
- 中西優香
- 木本花音

### NMB48成員
- 山本彩
- 渡邊美優紀
- 山田菜菜
- 三秋里步
- 小笠原茉由
- 近藤里奈
- 岸野里香
- 山口夕輝
- 上西惠
- 吉田朱里
- 木下百花
- 矢倉楓子
- 高野祐衣

### HKT48成員
- 田中菜津美
- 森保圓
- 兒玉遙
- 村重杏奈

### 工作人員
- 秋元康
- 戶賀崎智信
- 湯淺洋
- 尾崎充